# Armor (film)
Pour les articles homonymes, voir Armor (homonymie).
Pour plus de détails, voir Fiche technique et Distribution.
Armor est un film américain réalisé par Justin Routt et sorti en 2024. Écrit par Cory Todd Hughes et Adrian Speckert, il met en vedette Sylvester Stallone.

## Synopsis
Un père et son fils travaillent comme agents de sécurité pour une entreprise de fourgons blindés. Ils croisent alors une équipe de voleurs sur un pont. Ils se retrouvent piégés et vont devoir élaborer un plan pour s'échapper et assurer leur survie.

## Fiche technique
Sauf indication contraire, les informations mentionnées dans cette section peuvent être confirmées par les bases de données cinématographiques IMDb et Allociné,  présentes dans la section « Liens externes ».
- Titre original : Armor
- Réalisation : Justin Routt
- Scénario : Cory Todd Hughes et Adrian Speckert[1]
- Musique : Yagmur Kaplan
- Costumes : Lea Guivas-Murphy[1]
- Photographie : Cale Finot[1]
- Production : Joel Cohen et Gwen Osborne[1]

Producteurs délégués : David Gendron, Ali Jazayeri, Thomas Mann et Steven Small
- Société de production : Convergence Entertainment Group
- Société de distribution : Lionsgate
- Pays de production :  États-Unis
- Langue originale : anglais
- Format : couleur
- Genre : thriller, action[1]
- Dates de sortie[2] :
  - États-Unis : 22 novembre 2024[3]
- Classification[4] :
  - États-Unis : R

## Distribution
- Sylvester Stallone[5] (VF : Michel Vigné[6]) : Rook
- Jason Patric[5] (VF : Philippe Valmont) : James Brody
- Josh Wiggins : Casey Brody
- Dash Mihok : Smoke
- Blake Shields : Rex
- Joshua Davis Whites : Echo
- Laney Stiebing : Sara Brody
- Erin Ownbey : Trisha Brody
- Jeff Chase : Viper
- Victoria Paige Watkins

## Production
Le tournage a lieu à Pearlington et Waveland dans l'État du Mississippi en septembre 2023, entre autres à la succursale Waveland de la Keesler Federal Credit Union.
Vu que le tournage a lieu pendant la grève SAG-AFTRA 2023, la société de production Convergence Entertainment a adhéré à l'avance aux exigences des syndicats et a obtenu des accords provisoires qui lui ont donné l'autorisation de réaliser le film.

## Commentaires
- C’est l’un des rares films où Sylvester Stallone incarne un méchant.
- Dans la bande-annonce diffusée en janvier 2025, la voix d'Alain Dorval (décédé en février 2024) est recréée via l'Intelligence artificielle. Cela provoque une controverse auprès de la famille de l'acteur, dont sa fille Aurore Bergé, qui avait donné son accord uniquement pour des tests et non pour une exploitation plus poussée. Face aux critiques et au résultat jugé catastrophique, un autre doubleur devrait être choisi[7]. Selon la section CheckNews du journal Libération, qui a contacté Prime Video, diffuseur du film, c'est finalement Michel Vigné qui prête sa voix à l'acteur sur ce long-métrage[6].